# سنتز سونوشیمیایی
سنتز سونوشیمیایی
فرایندی است که با استفاده از اصول سونوشیمی باعث می‌شود مولکول‌ها با استفاده از امواج اولتراسوند قدرتمند (۲۰ کیلوهرتز –۱۰ مگاهرتز) تحت واکنش شیمیایی قرار گیرند. سونوشیمی نقاط داغی ایجاد می‌کند که می‌تواند به دمای بسیار بالا (5000-25000 K)، فشار بیش از ۱۰۰۰ اتمسفر و نرخ گرمایش و سرمایش که می‌تواند بیش از ۱۰ ^ ۱۱ کلوین بر ثانیه باشد، برسد.
اثرات اعمال امواج فراصوت به محلول‌ها در قالب اثرات فیزیکی و اثرات شیمیایی بررسی می‌شوند و کاربردهای ایجاد شده برای روش‌های سونوشیمیایی بر اساس همین اثرات شکل گرفته‌اند. اصلی‌ترین تأثیر این امواج به اثرات فیزیکی آن و فرایندی به نام حفره‌زایی یا کاویتاسیون مربوط می‌شود. این فرایند در اصل شامل تشکیل یک سری حباب‌ها در محلول در اثر اعمال امواج فراصوت و در پی آن رشد و متلاشی شدن انفجاری آن‌هاست. در اثر این پدیده فیزیکی و انفجار حباب‌ها در محلول، مقدار زیادی انرژی به صورت موضعی آزاد می‌شود که خود را به صورت دماهای موضعی نشان می‌دهد و یک شرایط بسیار مناسب برای انجام واکنش‌های شیمیایی است. امروزه واکنش‌های شیمیایی بسیاری با استفاده از امواج فراصوت انجام می‌شوند و از همین روی، روش‌های سونوشیمیایی متعددی نیز توسعه و گسترش یافته‌اند. یکی از اصلی‌ترین موارد استفاده از این روش‌ها در سنتز نانوذرات مختلف است که استفاده از روش‌های سونوشیمیایی کاربرد و توسعه بسیار گسترده‌ای در این بخش پیدا کرده‌است.

## روش‌های سونوشیمیایی مختلف برای سنتز نانوذرات
روش‌های سونوشیمیایی مختلفی برای سنتز نانوذرات وجود دارد و بر اساس آن‌ها نانوذرات بسیاری با شکل، ساختار و اندازه‌های گوناگون تولید شده‌اند. هر کدام از این روش‌ها برای سنتز دسته‌ای خاص از نانوذرات با ویژگی‌های مشخص کاربرد دارند. آشنایی با این روش‌ها، مؤلفه‌های مؤثر بر آن‌ها، شرایط مورد نیاز آن‌ها و همچنین خواص نانوذرات سنتز شده با استفاده از این روش‌ها می‌تواند در انتخاب مؤثرترین روش برای سنتز یک نانوساختار مشخص بسیار کاربردی باشد.

### احیای سونوشیمیایی (Sonochemical Reduction)
احیای نمک‌های فلزی از طریق اعمال امواج فراصوت دارای مزایای قابل توجه و زیادی نسبت به سایر روش‌های احیا متعارف است، از جمله این‌که تحت شرایط خاص و برای برخی واکنش‌ها هیچ عامل کاهنده شیمیایی مورد نیاز نیست، زمان واکنش‌ها نسبتاً کوتاه هستند و تولید ذرات بسیار کوچک نیز امکان‌پذیر است. در این مورد، تجزیه فراصوتی (Sonolysis) مایعات آبی منجر به تولید رادیکال‌های آزاد •H و •OH می‌شود و رادیکال‌های H تولید شده توسط امواج فراصوت به عنوان عامل احیاکننده عمل می‌کنند. این فرایند به‌طور مختصر در روابط زیر نشان داده شده‌است. در این روش برای ایجاد و تأمین رادیکال‌های مورد نیاز برای ادامه واکنش، اغلب یک‌سری مواد آلی (مانند سورفاکتانت‌ها یا ترکیبات الکلی مانند ۲- پروپانول) به محلول اضافه می‌شود که می‌تواند به‌طور قابل توجهی سرعت فرایند احیا را افزایش دهد:
H + OH   {\displaystyle \rightarrow } H۲O
R + H۲O (or H۲) {\displaystyle \rightarrow } RH + OH(or H)
Au(0)[Ag(0),Pt(0),Pd(0)]  {\displaystyle \rightarrow } Au(ΙΙΙ)[Ag(Ι),Pt(ΙΙ),Pd(ΙΙ)] + H(or R)
nM(0)  {\displaystyle \rightarrow } Mn (M= metallic nanostructure)

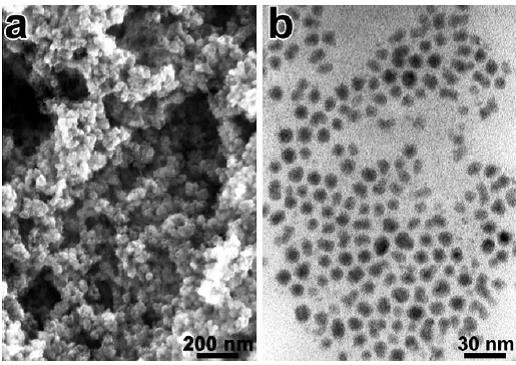

مطالعات انجام شده بر روی این واکنش‌ها نشان داده‌اند که اندازه ذرات به‌طور معکوس با غلظت الکل و طول زنجیره آلی متناسب است. علاوه بر این، سرعت احیا توسط امواج فراصوت و اندازه نانوذرات کاملاً وابسته به فرکانس مورد استفاده برای انجام واکنش است. همچنین لازم است ذکر شود که اکثر نانوذرات سنتز شده با این روش کروی هستند و به همین دلیل سنتز دیگر شکل‌های نانوساختارهای فلزی (نانولایه‌ها، نانوسیم‌ها و …) با این روش به میزان کمتری گزارش شده‌است. این روش همچنین برای تولید نانوذرات حاوی دو فلز مختلف (bimetallic nanoparticles) نیز کاربرد دارد که عموماً ساختارهای آلیاژی (Alloy)، نانوکامپوزیت (Nanocomposite) یا هسته - پوسته (Core-Shell) را ایجاد می‌کنند.

### سنتز نانوساختارهای اکسید فلزی (Metal oxide nanostructures) با کمک امواج فراصوت (Ultrasound-assisted sol-gel)
اغلب استفاده از تکنیک سل-ژل برای سنتز نانوساختارهای اکسید فلزی را، یکی از موفق‌ترین روش‌ها برای سنتز این دسته از ترکیبات می‌دانند. خواص نانوساختارهای سنتز شده با روش سل - ژل را می‌توان با به‌کارگیری امواج فراصوت در طی فرایند هیدرولیز مواد اولیه (مرحله ابتدایی فرایند سل-ژل) بهبود بخشید. کاهش زمان سنتز از چند روز به چند ساعت، با توجه به فرایند هیدرولیز سریع‌تر، توزیع یکنواخت‌تر اندازه ذرات، مساحت سطحی (surface area) بالاتر، پایداری حرارتی بهتر و افزایش خلوص فازی از مزایای قابل توجه این روش هستند. در راستای به‌کارگیری فراصوت، کاهش زمان مورد نیاز برای این واکنش‌ها را می‌توان به تولید دمای بسیار بالا در مرز بین حباب در حال فروپاشی و توده محلول نسبت داد که منجر به تسریع هیدرولیز و افزایش تراکم مواد اولیه می‌شود. از نمونه‌های موفقیت‌آمیز نانوساختارهای اکسید فلزی سنتز شده با استفاده از سل - ژل ایجاد شده با کمک امواج فراصوت می‌توان به TiO2، ZnO, MoO3، In2O3 و SiO2 اشاره کرد.

### سنتز کالکوژنایدهای فلزی (Metal Chalcogenides) با تجزیه سونوشیمیایی

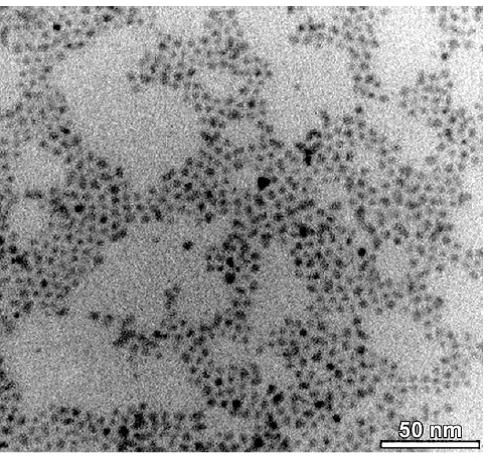

کالکوژناید یک ترکیب شیمیایی متشکل از حداقل یک آنیون گروه ۱۶ جدول تناوبی (اکسیژن، گوگرد، سلنیم، تلوریم و عنصر رادیواکتیو پولونیم) و حداقل یک فلز واسطه (مثل کادمیم، روی، مولیبدن و…) است که امروزه اکثراً برای سولفیدها، سلنیدها و تلوریدها به کار برده می‌شود. شاید بتوان شناخته شده‌ترین اعضای این دسته از نانوذرات را نقاط کوانتومی نیمه‌رسانا مانند CdSe, CdS, CdTe, ZnS و… دانست.
با پیشرفت فناوری نانو، سنتز نانوذرات کالکوژناید فلزی با اندازه و مورفولوژی مناسب و همچنین ساختار غیرتجمع‌پذیر اهمیت قابل توجهی پیدا کرده‌اند. روش‌های سنتی آماده‌سازی کالکوژنیدهای فلزی از چندین محدودیت برخوردارند، از جمله دمای بالای فرایند، هزینه نسبتاً بالا، شرایط غیراستوکیومتری، پیچیدگی زیاد فرایندها و دشوار بودن کنترل واکنش‌ها. در سال‌های اخیر، سونوشیمی با از بین بردن یا کاهش مشکلات ناشی از این محدودیت‌ها یک جایگزین سودمند در سنتز این نانومواد محسوب می‌شود. سنتز این ترکیبات با استفاده از امواج فراصوت به‌طور کلی شامل واکنش سونوشیمیایی میان محلول آبیِ یک نمک فلزی و منبع کالکوژن در حضور عامل احیاکننده است.

### انباشت القاشده توسط امواج فراصوت (Ultrasound-induced deposition)

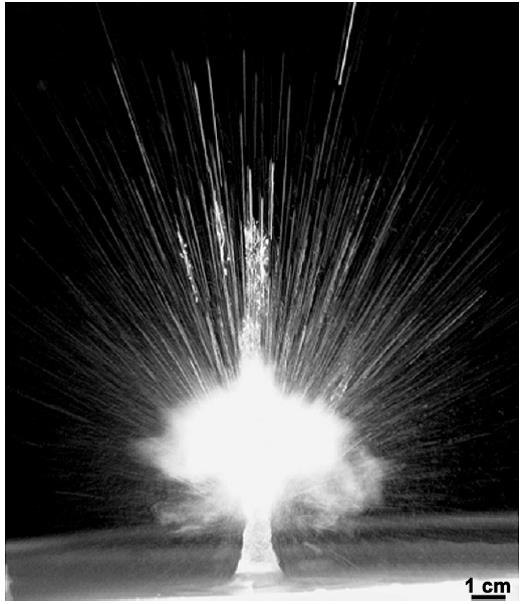

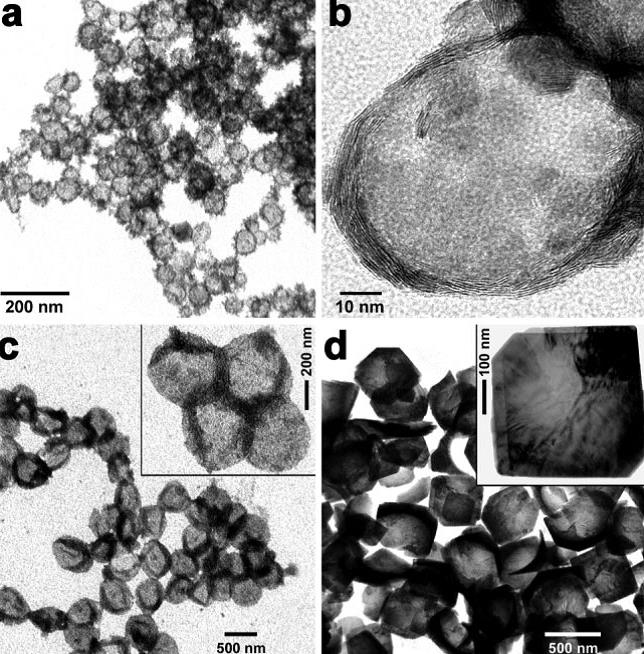
فراصوت

ثرات فیزیکی امواج فراصوت (مثل امواج ضربه‌ای و میکروجت) اصلی‌ترین مسئول تأثیرات سونوشیمیایی ایجاد شده‌است. این اثرات فیزیکی همچنین می‌توانند برای ذوب کردن مؤثر ذرات فلزی با نقطه ذوب پایین نیز مورد استفاده قرار گیرند. طی این روش، در اثر ایجاد میکروجت روی سطح فلزات تُرد که نقطه ذوب پایینی دارند (این اثر با ذرات فلزی معلق در محلول هم مشاهده می‌شود و منحصر به سطوح بزرگ نیست)، سطح فلز تخریب شده و ذراتی با سرعت زیاد از سطح کنده می‌شوند. در اثر برخورد بین این ذرات سریع، ذرات به صورت مؤثری در نقطه برخورد ذوب می‌شوند (ذوب القاشده توسط امواج فراصوت). این پدیده فیزیکی اساس روش انباشت القاشده توسط امواج فراصوت است که به صورت گسترده‌ای برای سنتز تعداد بسیار زیادی از ترکیبات نانویی بر روی یک بستر یا یک نانوساختار دیگر مورد استفاده قرار می‌گیرد. در بین گزارش‌های موجود در زمینه رسوب‌دهی القا شده با امواج فراصوت می‌توان به رسوب‌دهی نانوذرات فلزی ایجاد شده در محیط واکنش (in-situ generated) بر روی بسترهای مختلف (از جمله سیلیس، کربن یا پلیمر) اشاره کرد. این روش نیز زمان واکنش را به‌طور قابل توجهی کاهش می‌دهد و پوشش کاملاً یکنواختی از نانومواد بر روی سطح بستر ایجاد می‌کند.
علاوه بر رسوب‌دهی نانوذرات فلزی بر روی بسترهای مختلف، این روش کاربردهای دیگری نیز پیدا کرده‌است که از میان آن‌ها می‌توان به موارد زیر اشاره کرد:
۱- پوشش دادن نانوذرات اکسید فلزی با استفاده از سیلیکا یا سولفیدهای فلزی (مثل CdS) و ایجاد ساختارهای هسته - پوسته (core/shell)؛ مثلاً رسوب‌دهی سیلیکا بر روی نانوذرات Fe3O4 یا رسوب‌دهی سیلیکا بر روی ایندیم قلع اکسید (Indium Tin Oxide یا ITO).
۲- رسوب‌دهی سونوشیمیایی نانوذرات متخلخل روی بسترهای جامد مثل سیلیس یا نانولوله‌های کربنی؛ مثلاً سنتز نانولوله‌های Co3O4 به وسیله رسوب‌دهی سونوشیمیایی آن بر روی نانولوله‌های کربنی به عنوان قالب (template) انجام می‌شود.
۳- تولید نانوساختارهای توخالی با ساختار کنترل شده با استفاده از رسوب‌دهی القا شده توسط امواج فراصوت بر روی سطوح جامد؛ مانند کره‌های توخالی MoS2 و MoO3 بر روی سیلیکا.
۴- رسوب‌دهی نانوذرات بر روی کاتالیزورهای صنعتی مختلف برای بهبود خواص کاتالیزوری.

### سونوالکتروشیمی (Sonoelectrochemistry)

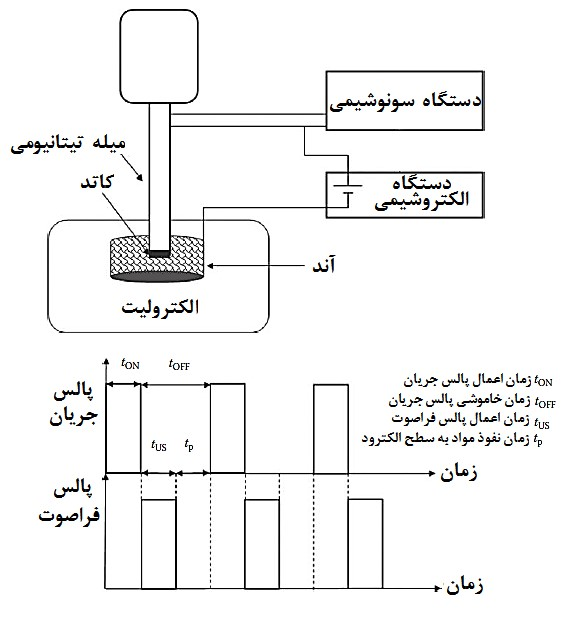

الکتروشیمی مطالعه واکنش‌های شیمیایی است که در آن‌ها الکترون از یک گونه به گونه دیگر منتقل می‌شود. به این واکنش‌ها، واکنش‌های اکسایش-کاهش (یا redox) گفته می‌شود که طی آن‌ها با اعمال الکتریسیته یک واکنش شیمیایی انجام می‌شود یا این‌که با انجام یک واکنش شیمیایی، یک جریان الکتریکی به وجود می‌آید. بر اساس همین تعریف ساده و پارامترهای مؤثر بر این نوع واکنش‌ها، روش‌های الکتروشیمیایی متعددی توسعه یافته‌اند که هرکدام کاربرد، مزایا و معایب خود را دارند. فرایند کویتاسیون یا حفره‌زایی (در اثر اعمال امواج فراصوت به الکترولیت‌ها) به عنوان مسئول اثرات غیرمعمول ایجاد شده در سنتزهای الکتروشیمیایی انجام شده با کمک امواج فراصوت شناخته شده‌است. این پدیده (حفره‌زایی) که نزدیک به سطح الکترود به وقوع می‌پیوندد، منجر به ایجاد یک میکروجت با سرعت بالا و عمود بر سطح الکترود می‌شود که با ایجاد یک میکروجریان (microstream) همراه است. این میکروجریان با ایجاد یک فرایند انتقال جرم باعث افزایش سرعت آزاد شدن رسوبات از سطح الکترود و در نتیجه افزایش سرعت واکنش می‌شود.
برای سنتز نانوذرات با این روش، میله (پروب) دستگاه فراصوت به عنوان الکترود کار در سل حضوردارد و در ابتدا یک پالس جریان (یا پتانسیل) به آن اعمال می‌شود که در نتیجه آن کاتیون‎های فلزی احیا شده و به فلز صفر ظرفیتی تبدیل می‌شوند و بدین ترتیب تراکم بالایی از هسته‌های فلزی روی سطح الکترود ایجاد می‌شود. بلافاصله پس از اعمال پالس الکتروشیمیایی، یک پالس فراصوت با شدت بالا باعث حذف نانوذرات از سطح الکترود می‌شود و سطح برای مرحله بعدی رسوب‌دهی آماده می‌شود (شکل ۵). زمان اعمال پالس‌ها معمولاً بین ۱۰۰ تا ۵۰۰ میلی ثانیه است.
در این روش می‌توان شکل و اندازه نانوذرات را با کنترل پارامترهای مختلف از جمله دما، چگالی جریان، زمان اعمال پالس‌های الکتروشیمیایی و فراصوت، شدت پالس فراصوت و غلظت ماده پایدارکننده یا stabilizer که برای تثبیت اندازه و شکل نانوذرات استفاده می‌شود، تنظیم کرد.
از جمله نانوساختارهای تولید شده با این روش می‌توان به نانوذرات فلزی (مثل پلاتین، طلا، نقره، مس و…)، نانوذرات آلیاژی (متشکل از ترکیب چند فلز مختلف)، نانوذرات نیمه‌رسانا (مثل Cu2O, CdSe و…)، نانوذرات پلیمرهای هادی (Conducting Polymer Nanoparticles) و… اشاره کرد.

### فرسایش لیزری با کمک امواج فراصوت (Ultrasound-Assisted Laser Ablation)

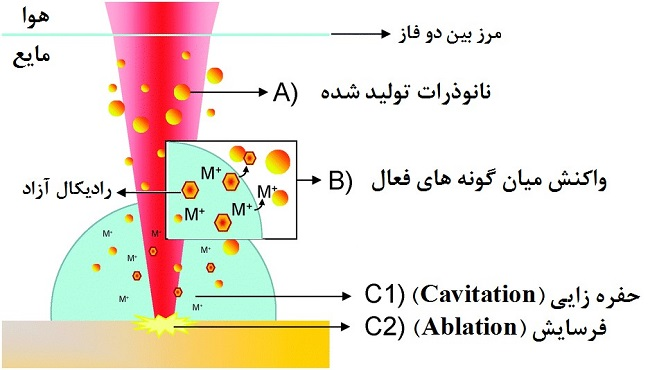

فرسایش لیزری در اصل کندن و جدا کردن بخشی از ترکیبات موجود بر روی یک سطح فلزی یا در مواردی یک مایع بر اثر تابش باریکه لیزر و ایجاد یک پلاسمای موضعی است. همان‌طور که قبلاً ذکر شد، پدیده حفره‌زایی (Cavitation) در اثر اعمال امواج فراصوت به فازهای مایع برای بهبود فرایند هسته‌زایی در فاز مایع بسیار مفید است و منجر به تغییرات قابل توجه در بازده سنتز و همچنین ویژگی‌های مختلف نانوذرات سنتز شده می‌شود. با توجه به این‌که حفره‌زایی منجر به ایجاد دماهای موضعی بسیار بالا می‌شود، می‌توان از فروپاشی حباب و گرمای ناشی از آن در فرایند سنتز نانوذرات با استفاده از باریکه لیزر بهره برد.
به‌طور خلاصه هنگام برخورد باریکه لیزر به سطح و ایجاد پلاسمای حاصل از برخورد لیزر، فرایند حفره‌زایی می‌تواند نقش منبع حرارتی ثانویه در سطح هدف را ایفا کند و بدین ترتیب در تبخیر بیشتر هدف و در نتیجه افزایش تشکیل نانوذرات نقش شایانی داشته باشد. از این تکنیک برای سنتز نانوذرات طلا با سرعت بالا و توزیع اندازه بسیار کم نیز استفاده شده‌است.

### گرماکافت توسط افشانه فراصوت (Ultrasonic Spray Pyrolysis: USP)

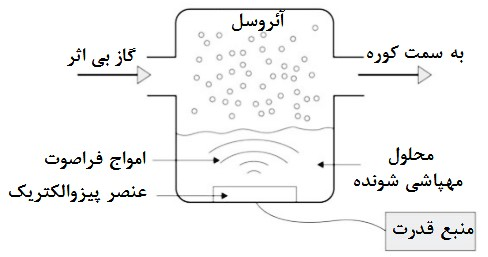

از این روش، به دلیل سادگی و مقیاس‌پذیری آن برای تولید انبوه، به‌طور گسترده‌ای در صنعت برای تهیه نانوذرات بسیار ریز استفاده می‌شود. به‌طور کلی، این روش شامل تجزیه حرارتی ذرات جامد یا مایع تولید شده توسط یک افشانگر در یک جریان گاز است. در میان تکنیک‌های مختلف مه‌پاشی (nebulization)، استفاده از مه‌پاش‌های فراصوت به دلیل بازده انرژی استثنایی آن‌ها در تولید افشانه‌ها، بیش از سایر روش‌ها مورد توجه بوده‌است. در این روش، بر خلاف روش‌های دیگر تولید نانومواد به کمک فراصوت، فراصوت به خودی خود باعث انجام واکنش‌های شیمیایی نمی‌شود بلکه محلول حاوی مواد اولیه را به صورت افشانه‌ای از قطرات داغ میکرومتری درمی‌آورد که توسط جریان گاز وارد یک کوره شده و در اثر تجزیه حرارتی به صورت نانوذرات جامد ته‌نشین می‌شوند (افشانه حرارتی). از این روش برای سنتز نانومواد مزوساختار (Mesostructured Nanomaterials)، سنتز ساختارهای نانویی با استفاده از نانوکامپوزیت‎های پایه سیلیکایی (silica-based nanocomposites)، سنتز نانوساختارهای نیمه‌رسانا و بسیاری ترکیبات دیگر استفاده شده‌است.
استفاده از امواج فراصوت برای پیش بردن واکنش‌های شیمیایی یا برخی فرایندها، تحت عنوان سونوشیمی شناخته می‌شود. این روش کاربرد بسیار وسیعی در سنتز نانوذرات مختلف پیدا کرده‌است و بر همین اساس تکنیک‌های سنتزی مختلفی بر پایه استفاده از امواج فراصوت توسعه یافته‌اند. این روش‌ها می‌توانند با کنترل شرایط و مؤلفه‌های تأثیرگذار در روند سنتز، نانوساختار و نانوذرات مختلفی را با اندازه‌ها و شکل‌های مختلف تولید کنند. روش‌های سونوشیمیایی علاوه بر سنتز نانوذرات، در رسوب دادن و انباشت نانوذرات بر روی سطوح و حتی نانوذرات دیگر نیز کاربرد گسترده‌ای پیدا کرده‌اند که نشانه پتانسیل بالقوه این روش‌ها در زمینه فناوری نانو است.